# Nagia pseudonatalensis
Nagia pseudonatalensis är en fjärilsart som beskrevs av Embrik Strand 1912. Nagia pseudonatalensis ingår i släktet Nagia och familjen nattflyn. Inga underarter finns listade i Catalogue of Life.